# St Michael Penkevil
St Michael Penkevil – wieś w Anglii, w Kornwalii. Leży 41 km na wschód od miasta Penzance i 371 km na zachód od Londynu.